# Mario Rodríguez (Boxer)
Mario Rodríguez (* 6. Oktober 1988 in Guasave, Mexiko) ist ein mexikanischer Boxer im Strohgewicht. 

## Profikarriere
Im Jahre 2005 begann er seine Profikarriere. Am 1. September 2012 boxte er gegen Nkosinathi Joyi um den Weltmeistertitel des Verbandes IBF und gewann durch K. o. Diesen Gürtel verlor er allerdings bereits in seiner ersten Titelverteidigung im März des darauffolgenden Jahres an Katsunari Takayama.